# Sven Wicksell

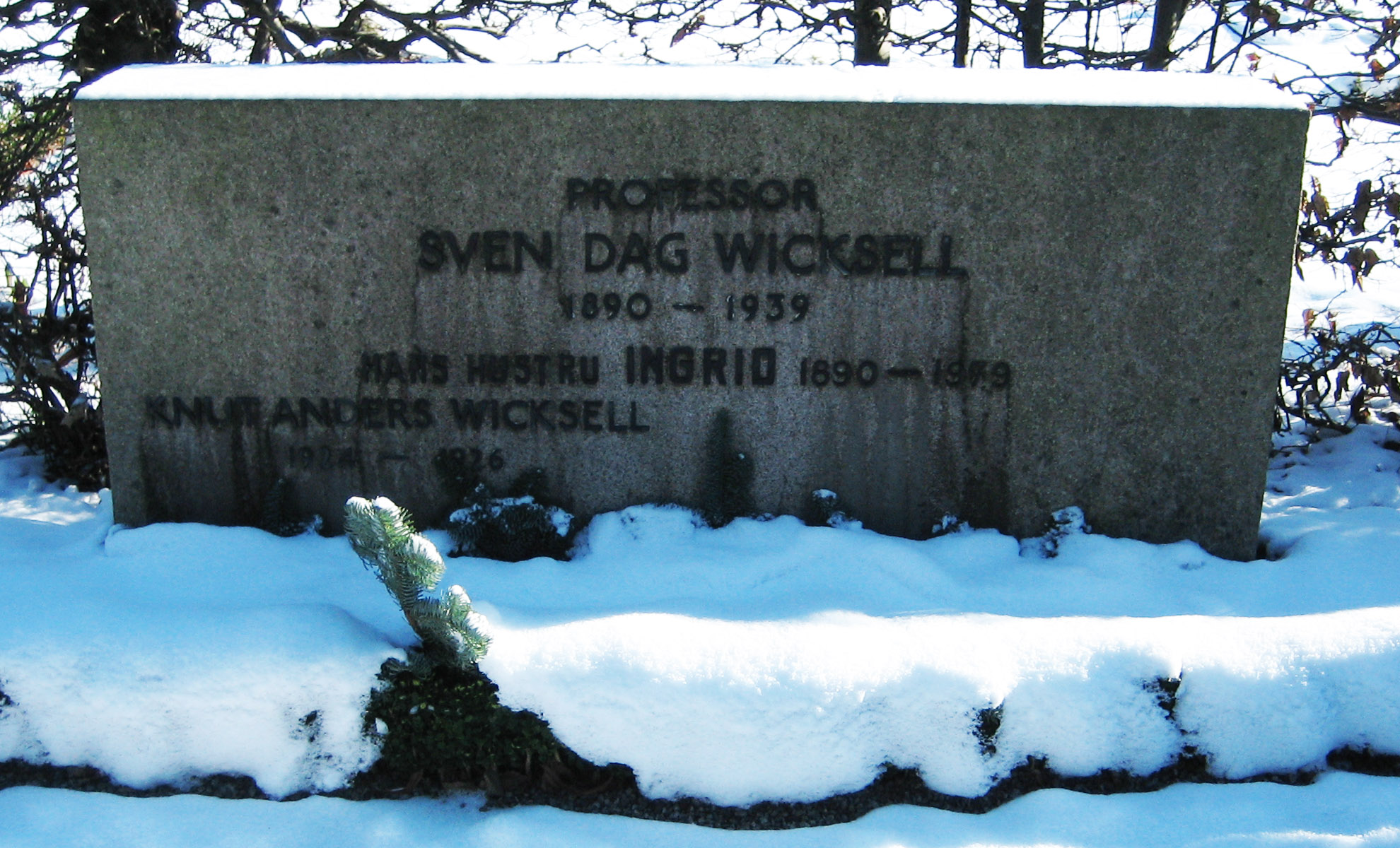
Sven Wicksells grav på Norra kyrkogården i Lund.

Sven Dag Wicksell, född den 22 oktober 1890 i Stockholm, död den 20 februari 1939 i Lund, var en svensk professor i statistik vid Lunds universitet. Han var far till Finn Wicksell.
Sven Wicksell var son till nationalekonomen Knut Wicksell och Anna Bugge. Wicksell blev den första professorn i statistik i Lund 1926, en lärostol som tillkom mycket tack vare Wicksells mentor Carl Charlier. Wicksell studerade bland annat de ekonomiska förhållandena för studenter, och var i övrigt intresserad av astronomi, naturvetenskap, demografi och samhällsvetenskap. Han efterträddes som professor i statistik två år efter sin död (1941) av Carl-Erik Quensel.
Wicksell invaldes 1939 som ledamot nummer 870 av Kungliga Vetenskapsakademien.
Han var från 1913 gift med Ingrid Anderson (1890–1979), dotter till spannmålshandlaren Anders Ohlsson och Hanna Nilsson Ingrid gifte om sig 1940 med professor Ragnar Bergendal.
Sven Wicksell och hustrun Ingrid Bergendal är begravda på Norra kyrkogården i Lund.